# Our American Cousin
Our American Cousin (Il nostro cugino americano) è una commedia in tre atti di Tom Taylor.
Il lavoro è una farsa la cui trama è basata sulla presentazione ai parenti aristocratici inglesi, di un uomo rozzo e maleducato americano. La prima rappresentazione venne data al Laura Keene's Theatre a New York il 15 ottobre 1858.
La commedia riguarda le avventure di un americano, Asa Trenchard, interpretato nella prima rappresentazione da Joseph Jefferson, che si reca in Inghilterra per rivendicare le proprietà di famiglia.
Il lavoro era in programmazione a Washington quando venne ucciso il presidente degli Stati Uniti Abraham Lincoln.